# Губер-Франсуа Гравело
Губер-Франсуа Бургіньйон (фр. Hubert-François Bourguignon), широко відомий як Гравело (фр. Gravelot, 26 березня 1699 — 20 квітня 1773) — французький гравер, відомий книжковий ілюстратор, дизайнер і майстер малювання. Народився в Парижі, але емігрував до Лондона в 1732 році, де швидко став центральною фігурою в запровадженні стилю рококо в британському дизайні, який поширювався з Лондона в цей період через книжкові ілюстрації та гравійовані малюнки, а також зразками предметів розкоші у «французькому смаку», привезених з Лондона до провінційних містечок і сільських будинків.

## Освіта

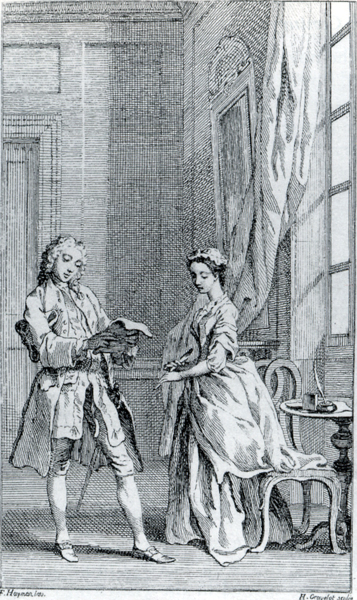
Illustration for the 6th edition of Samuel Richardson's Pamela, 1742, after a design by Francis Hayman

Гравело був посереднім студентом, який не отримав вигоду від передчасного перебування в Римі, фінансованого його батьком, звідки він повернувся, його кошти виснажені, не залишившись у Ліоні, мистецькому центрі, який часто надавав зупинку. для студентів мистецтв між Парижем і Римом. Не досягнувши успіху в комерційній діяльності в Сен-Домінгу за рахунок свого батька, він повернувся до Парижа і став учнем спочатку Жана II Ресту, а потім Франсуа Буше.

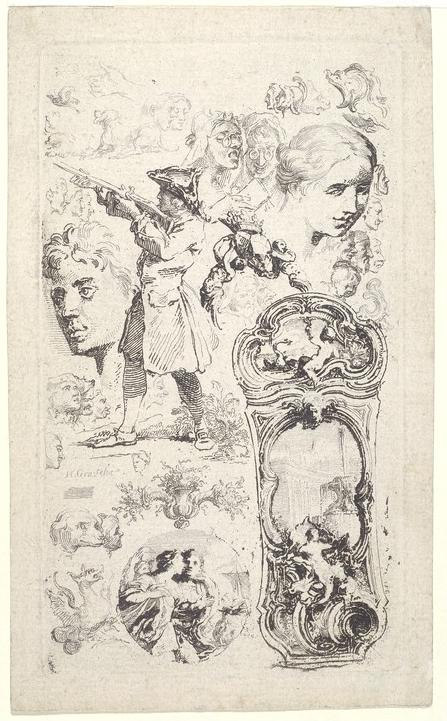
Офорт, 1733—1744, Юбер Гравело (Музей Вікторії та Альберта)

## Рання кар'єра
Його роки в Лондоні, 1732–45, були плідними. Вони припали на період, коли Англія і Франція не перебували у стані війни. Хоча в Лондоні вже працювали ремісники, гравери та деякі художники, які навчалися у Франції, але стиль рококо в розкішних витворах мистецтва був відносно новим: шовкова промисловість Шпіталфілдс, де завжди домінували паризькі інновації, створені гугенотськими дизайнерами та ткачами., виготовив свої перші асиметричні та натуралістичні квіткові візерунки на початку 1730-х років а найперший ідентифікований повномасштабний виріб з лондонського срібла в стилі рококо, зроблений гугенотом другого покоління Полем де Ламері, можна датувати приблизно 1731 роком. Подорож Гравело не була спекуляцією; його запросив Клод дю Боск гравірувати проекти для англійського перекладу « Церемоній і релігійних звичаїв» Бернара Пікарта … відомий світ. Літописець англійського мистецтва та художників Джордж Верту, сам гравер, невдовзі звернув увагу на Гравело: «Його манера охайного й правильного дизайну, подібна до Пікарта», — зазначив він у 1733 році. «Дуже цікаве перо й акуратно пише. Останнім часом він був у Глостерширі, де його найняли малювати стародавні пам'ятники в церквах та інші предмети старовини… Він спробував намалювати невеликий твір або два».
У 1741 році Джордж Верту відзначив, що «гравюри Гравело та інші роботи із золота й срібла демонструють його надзвичайний талант і багату уяву для створення історичних сюжетів і орнаментів».
На той час Гравелот став ключовою фігурою мистецького колективу, що збирався в кав'ярні «Слотерс» на Сент-Мартінс-Лейн і був частиною Академії Сент-Мартінс-Лейн, яку заснував Вільям Хогарт у будинку свого тестя, сера Джеймса Торнхілла. Ця академія була неофіційним попередником Королівської академії в період, коли в Лондоні не існувало публічних художніх виставок, щорічних салонів, музеїв чи місць, де можна було б побачити та копіювати видатні твори мистецтва, що зберігалися в приватних колекціях багатих і знатних осіб. Гравелот також був майстром малювання, серед його учнів був Томас Гейнсборо.
Сам Гравелот був захопленим читачем, навіть до певної міри одержимим. У своєму Éloge брат зазначає, що він завжди тримав під рукою невеликий томик біля ліжка на випадок безсоння. Його витончені й елегантні книжкові ілюстрації були створені за допомогою спеціально виготовлених у Лондоні манекенів, повністю з'єднаних до пальців.
Книжкові ілюстрації Гравелота в стилі рококо досягли вершини в Лондоні під час роботи над проєктами для видання 1740 року повного зібрання творів Вільяма Шекспіра під редакцією Теобальда, для якого він створив 35 фронтисписів.

## Втік назад до Франції
Антифранцузькі настрої в Лондоні після битви при Фонтенуа в 1745 році змусили Гравелота повернутися до Парижа в жовтні того ж року, разом зі своїм учнем Томасом Мейджором, який пізніше став першим гравером, обраним до Королівської академії. Гравелот прибув із капіталом у 10 000 фунтів стерлінгів і швидко утвердився як книжковий ілюстратор. Серед його робіт були ілюстрації до «Тома Джонса» (Париж і Лондон, 1750), «Манон Леско» (1753), «Декамерона» (1757), «Нова Елоїза» (1761), «Моральні казки» Мармонтеля (1765), французького перекладу «Метаморфоз» Овідія (1767–71) і «Визволений Єрусалим» Торквато Тассо (1771). Помер у Парижі.

## Його робота
Його ілюстрації сучасних манер і костюмів мали значний вплив на англійських художників. Гравелот відродив мистецтво ілюстративної гравюри в Англії, а після його повернення до Парижа група майстерних граверів продовжила працювати в його стилі. Точність деталей, елегантність ліній та винахідливість у його роботах помітні в ілюстраціях до другого тому «Байок Гея», другого видання «Творів Шекспіра» у восьми томах під редакцією Л. Теобальда, а також до першого французького перекладу «Декамерона» Боккаччо (1757). Гордон Рей назвав ці книги одними з найвизначніших ілюстрованих видань усіх часів.
Проєкти Гравелота для декоративно-прикладного мистецтва обмежувалися набором гравюр для кованого заліза, але його рокайльні мотиви, картуші для карт і бордюри в стилі рококо стали джерелом натхнення для майстрів із золота й срібла, столярів, таких як Томас Чіппендейл, а також для створення гобеленів на мануфактурах Сохо та художників на фарфоровій мануфактурі Челсі.
Старшим братом Гравелота був географ Жан-Батист Бургіньйон д'Анвіль, який опублікував його «Елогію» в «La Nécrologie des hommes célèbres de France» (Париж, 1774).
- Див. малюнки до ілюстрацій «Декамерона» Боккаччо та оригінальні малюнки з колекцій у Бібліотеці Конгресу